# Russische Keizerlijke Marine

Vlag van de Russische marine

Insigne van de Russische marine

De Russische Keizerlijke Marine (Russisch: Военно-Морской Флот Российской империи) is de benaming voor de tsaristische vloten die bestonden voor de Russische Revolutie.

## Russische marine onder Peter de Grote
De reguliere Russische Marine werd opgericht in opdracht van Peter de Grote (voor de voorafgaande periode, zie Oorprong van de Russische Marine). Tijdens de Tweede Azovcampagne van 1696 tegen Turkije zetten de Russen voor de eerste keer 2 slagschepen, 4 branders en 23 galjoenen in, deze schepen werden gebouwd in Voronezj en voeren via de Don naar Azov. Nadat het fort bij Azov ingenomen was, zag de Doema in hoe belangrijk een marine was bij succesvolle oorlogvoering en vaardigde een decreet uit om een marine te bouwen op 20 oktober 1696. Deze datum wordt beschouwd als de officiële oprichtingsdatum van de reguliere marine.
Tijdens de Grote Noordse Oorlog van 1700-1721 bouwden de Russen de Baltische Vloot. Van 1701 tot 1723 was de hoofdbasis van de Baltische Vloot in Sint-Petersburg en daarna in Kronsjtadt. Later werden er ook bases opgericht in Vyborg, Helsingfors, Revel en Turku. In het begin had de Vladimirski Prikaz de leiding over de scheepsbouw, maar deze taken werden later overgedragen aan de Russische Admiraliteit.
Peter de Grote, Fjodor Apraksin, Aleksej Senjavin, Naoem Senjavin en Michail Golitsyn wordt meestal de eer toegewezen tot het bedenken van de Russische stijl van maritieme oorlogsvoering. De hoofdprincipes van de oorlogsvoering werden verder ontwikkeld door Grigori Spiridov, Fjodor Oesjakov en Dmitri Senjavin.

## Russische marine in de 18e eeuw
De Russisch-Turkse oorlogen van Catharina de Grote resulteerden in de oprichting van de Zwarte Zeevloot, die bases kreeg in Sebastopol en Cherson. Het was in die tijd dat de Russische oorlogsschepen ook regelmatig op de Middellandse Zee te vinden waren. In 1770 behaalde het eskader van Grigori Spiridov de overmacht in de Egeïsche Zee door de Ottomaanse Vloot te vernietigen in de Slag bij Çeşme. Nadat de Russen waren opgetrokken tot aan de Donau werd het Donause Militaire Flottielje opgericht om de Donau te beschermen tegen de Turken.
Tijdens de Mediterrane expeditie van 1799 voer Fjodor Oesjakov langs de Republiek van de Zeven Eilanden en bevrijdde Corfu van de Fransen, evenals de andere Ionische Eilanden. Zijn eskader blokkeerde daarna de Franse bases in Italië, zoals Genua en Ancona en viel met succes Napels en Rome aan. Oesjakov, inmiddels een patroonheilige van de Russische Marine, werd opgevolgd door Dmitri Senjavin, die Russische controle terugbracht in de zuidelijke Adriatische Zee en de Ottomaanse Vloot vernietigde in de Slag bij Athos (1807).

## 19e eeuw
Tussen 1803 en 1855 maakten Russische zeelieden meer dan 40 rondreizen en verre reizen, die een belangrijke rol speelden bij de verkenning van het Verre Oosten en de ontdekking van Antarctica door Fabian Gottlieb von Bellingshausen.
Ondanks deze overwinningen leidden Ruslands langzame technische en economische ontwikkelingen in de eerste helft van de 19e eeuw ertoe dat ze achterbleef ten opzichte van andere wereldmachten bij het bouwen van stoomschepen. Pas in 1826 bouwden de Russen hun eerste bewapende stoomschip, de Izjora. Aan het begin van de Krimoorlog in 1853, waren er slechts een paar stoomschepen, en de zeilschepen konden er niet aan tippen. De Slag bij Sinop, gewonnen door Pavel Nachimov, staat in de geschiedenis geschreven als de laatste significante zeeslag met zeilschepen. Tijdens het Beleg van Sebastopol van 1854-1855 zetten de Russische zeelieden een voorbeeld door hun bases over land en via zee te verdedigen op elke mogelijke manier. Hoewel de Russen de moderne zeemijntechniek introduceerden in het Baltisch gebied en de Belegering van Petropavlovsk afwendden, werd Sebastopol uiteindelijk tegen eervolle voorwaarden overgegeven. In lijn met het Verdrag van Parijs verloor Rusland het recht om een militaire vloot te hebben in de Zwarte Zee.
Gevolg was de Russische zeilvloot zijn belang verloor en snel werd vervangen door stoomschepen. Op 16 januari 1877 lanceerde Admiraal Stepan Makarov als eerste een torpedo vanaf een schip tijdens een oorlog. Hij stelde ook het idee voor een oceaanwaardige ijsbreker voor, de Jermak, en had het commando erover tijdens twee arctische expedities in 1899 en 1901.

## Russisch-Japanse Oorlog
De Russische Marine werd beschouwd als de derde sterkste van de wereld aan het begin van de Russisch-Japanse Oorlog die zou uitlopen tot een catastrofe voor de Russische militairen in het algemeen en de Marine specifiek. Hoewel beide partijen genoeg moed hadden werden de Russen verslagen door de Japanners in de Slag om Port Arthur, wat de eerste slag was waarbij mijnen werden gebruikt in een offensieve rol. De slagschepen van de Baltische Vloot die naar het Verre Oosten waren gestuurd gingen echter allemaal verloren bij de Slag bij Tsushima.

## Eerste Wereldoorlog
Kort na de Russisch-Japanse Oorlog stuurde Rusland een groot deel van de militaire gelden naar een ambitieus scheepsbouwprogramma om de verloren gegane schepen te vervangen door moderne dreadnoughts. Tijdens de Eerste Wereldoorlog speelde de vloot slechts een kleine rol door de zware offensieve en defensieve mijnenvelden aan beide zijden. De Zwarte Zeevloot slaagde er echter wel in om de Bosporus dicht te mijnen, zodat de Ottomaanse vloot niet de Zwarte zee kon binnengaan. Nadat de revolutie de Russen dwong tot het einde van de oorlog, werd de Baltische Vloot geëvacueerd uit Helsinki en Tallinn naar Kronsjtadt.
Na de overwinning van de Bolsjewieken in de Russische Burgeroorlog zijn de restanten van de Russische Keizerlijke Marine opgenomen in de Marine van de Sovjet-Unie.